# Роджерс (Техас)
Роджерс (англ. Rogers) — місто (англ. town) в США, в окрузі Белл штату Техас. Населення — 1113 особи (2020).

## Географія
Роджерс розташований за координатами 30°55′45″ пн. ш. 97°13′47″ зх. д. / 30.92917° пн. ш. 97.22972° зх. д. (30.929208, -97.229744).  За даними Бюро перепису населення США в 2010 році місто мало площу 2,69 км², з яких 2,60 км² — суходіл та 0,08 км² — водойми.

## Демографія
Згідно з переписом 2010 року, у місті мешкало 1218 осіб у 433 домогосподарствах у складі 309 родин. Густота населення становила 453 особи/км².  Було 485 помешкань (181/км²).
Расовий склад населення:
| - 72,5 % — білих - 4,5 % — чорних або афроамериканців - 1,2 % — корінних американців - 0,2 % — азіатів - 0,1 % — вихідців з тихоокеанських островів - 17,2 % — осіб інших рас |

До двох чи більше рас належало 4,2 %. Частка іспаномовних становила 34,5 % від усіх жителів.
За віковим діапазоном населення розподілялося таким чином: 30,8 % — особи молодші 18 років, 59,7 % — особи у віці 18—64 років, 9,5 % — особи у віці 65 років та старші. Медіана віку мешканця становила 33,0 року. На 100 осіб жіночої статі у місті припадало 93,3 чоловіка;  на 100 жінок у віці від 18 років та старших — 89,4 чоловіка також старших 18 років.
Середній дохід на одне домашнє господарство  становив 52 997 доларів США (медіана — 41 563), а середній дохід на одну сім'ю — 68 386 доларів (медіана — 52 258). За межею бідності перебувало 10,9 % осіб, у тому числі 14,4 % дітей у віці до 18 років та 22,1 % осіб у віці 65 років та старших.
Цивільне працевлаштоване населення становило 371 особа. Основні галузі зайнятості: освіта, охорона здоров'я та соціальна допомога — 25,6 %, роздрібна торгівля — 17,5 %, транспорт — 13,2 %, виробництво — 12,4 %.